# Advances in Geometry
Advances in Geometry est une  revue de mathématiques à comité de lecture publiée trimestriellement par la maison d'édition Walter de Gruyter.

## Description
La revue a été fondée en 2001, la revue publie des articles sur la géométrie. Les thèmes de la revue sont :
- Géométrie finie
- Géométrie d'incidence
- Immeubles de Bruhat-Tits
- Aspects combinatoires de la géométrie et combinatoire géométrique
- Théorie géométrique des groupes
- Aspects géométriques des groupes de Lie et des groupes algébriques
- Géométrie algébrique
- Géométrie topologique
- Géométrie différentielle
- Ensembles convexes et polytopes
- Géométrie discrète

La revue publie un volume de quatre numéros par an. À titre d'exemple, le volume 20 de l'année 2020 comporte environ 600 pages.

## Indexation
La revue est indexée notamment par Mathematical Reviews et Zentralblatt MATH. Son QCM en 2016 était de 0,45 et son facteur d'impact en 2016 était de 0,552. Son facteur d'impact sur SCImago Journal Rank est de 0,518 en 2020. Elle est classée par le dernier ou avant-dernier quartile des revues de sa catégorie.